# Makhbuta
Makhbuta (tiếng Ả Rập: المخبوطة) là một ngôi làng Syria nằm ở phó huyện Uqayribat thuộc huyện Salamiyah, Hama. Theo Cục Thống kê Trung ương Syria (CBS), Makhbuta có dân số 220 trong cuộc điều tra dân số năm 2004.